# Vánoční dvanáctidenní

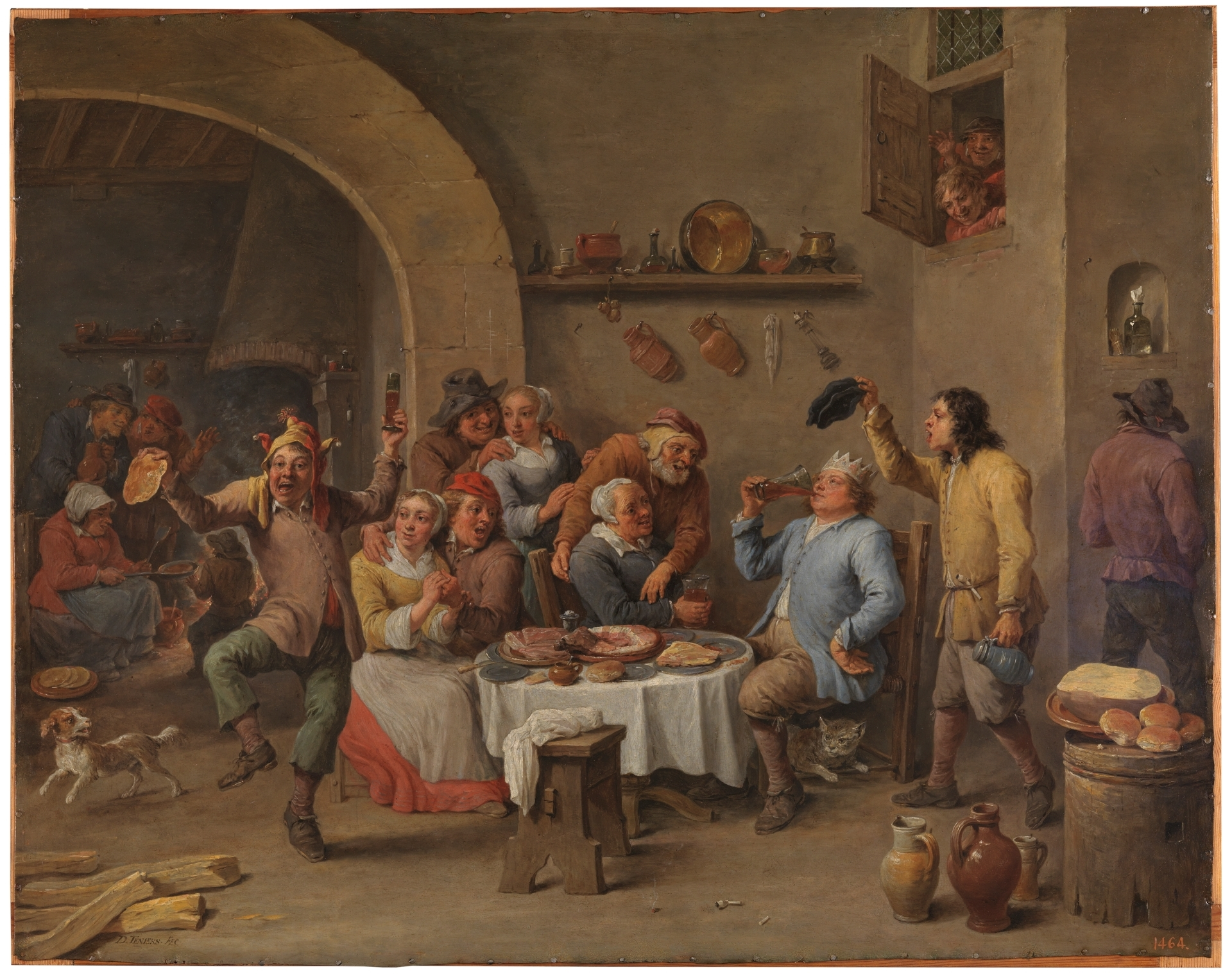
David Teniers mladší, Dvanáctá noc, mezi 1650-1660

Vánoční dvanáctidenní je období mezi Narozením Páně 25. prosince a Zjevením Páně, tedy svátkem tříkrálovým, 6. ledna. Odpovídá době vánoční v některých církvích, například v římskokatolické, ale má svůj význam především v lidové kultuře kde je chápáno období kdy se světem pohybují různé formy zlých duchů.
Hra William Shakespeara Večer tříkrálový se originále nazývá Twelfth Night, tedy „Dvanáctá noc“, a Twelve Days of Christmas „Dvanáct vánočních dnů“ je název anglické koledy.

## Lidová kultura
Dvanáctidenní bylo považováno za dobu kdy se na světě objevují čarodějnice a zlí duchové a je proto na místě se jim různými způsoby bránit. V Čechách se na Silvestra provádělo „střílení čarodějnic“, kdy muži stojící v kruhu stříleli do vzduchu. Ve Slezsku se každou z nocí dvanáctidenní pálila borová smůla. Ve švýcarském Brunnenu o poslední noci chodilo procesí s pochodněmi, rohy, zvonci a biči a hlukem se snažilo zahnat lesní ženy Strudeli a Strätteli, čímž se mělo zabránit neúrodě ovoce. Rámusem o téže noci vyháněli zlé duchy i ve francouzském Labruguière.
Antropolog James Frazer původ dvanáctidenní a lidových zvyků s ním spojených shledával ve vložených dnech na konci roku, které měly vyrovnat rozdíl mezi lunárním a solárním rokem. V historických indoevropských kalendářích  byl za tímto účelem vkládán po několika letech celý měsíc, příkladem je galský kalendář z Coligny, kde byl přidáván každého dva a půl roku. Podle Frazera je dvanáctidenní další vývojovou fází této metody srovnávání roku. Keltistka Emily Lyle se naopak domnívá, že dvanáctidenní bylo součástí lunárního roku. Odkazuje přitom na práci klasického učence Wilhelma H. Roschera, který uvádí že ve starořeckém kalendáři existovala dvě pojetí měsíce: podle staršího nebyl zahrnut nov a trval tak 27 až 28 dní; podle mladšího trval 29 až 30 dní, byla tedy zahrnuta doba, kdy Měsíc nebyl viditelný. O měsíci trvajícím 28 dní hovořil také Plútarchos a období novu bylo Římany nazýváno interlunium nebo intermenstruum. Tyto „temné“ dny byly podle Lyle spojeny s chaosem, smrtí a neúspěchem a byly později přesunuty na konec roku, kde se z nich stalo vánoční dvanáctidenní, kde jako „noc roku“ předcházeli jeho „den“.